# Honiggelber Haarbüschelspanner
Der Honiggelbe Haarbüschelspanner (Eulithis mellinata) ist ein Schmetterling (Nachtfalter) aus der Familie der Spanner (Geometridae).

## Synonyme
- Phalaena associata Borkhausen, 1794[1]

## Merkmale

### Falter
Die Falter erreichen eine Flügelspannweite von durchschnittlich 27 bis 30 Millimetern. Die Grundfarbe der Vorderflügel ist hellgelb bis honiggelb. Das Wurzelfeld ist leicht verdunkelt. Die das Mittelfeld einfassende innere bräunliche Querlinie ist unter dem Vorderrand scharf rechtwinklig geknickt, die kräftige violettbraune äußere Querlinie zeigt eine starke zackenförmige Ausbuchtung in Richtung des Saums. Am Apex befindet sich ein bräunlicher Teilungsstrich. Auf den weißgelben Hinterflügeln sind die Querlinien nahezu verloschen. Bei frisch geschlüpften Faltern sind die Fransen abwechselnd hell und dunkel gescheckt. Dieses Merkmal verblasst bei länger geflogenen Exemplaren.

### Ei, Raupe, Puppe
Das Ei hat zunächst eine gelbgrüne Farbe, später nimmt es graue Tönungen an. Die grüngraue Mikropylrosette ist zehn- bis zwölfblättrig.
Erwachsene Raupen haben eine grünliche Farbe und zeigen gelbe Segmenteinschnitte. Die Rückenlinie hat eine bräunlichgrüne Farbe und ist weißlich eingefasst. Die dünnen Nebenrückenlinien sind gelblichweiß, die Seitenstreifen undeutlich hellgelb.
Die Puppe hat eine blasse gelbe Farbe und ist mit einer braunen Zeichnung versehen.

## Geographische Verbreitung und Vorkommen
Das Verbreitungsareal des Honiggelben Haarbüschelspanners erstreckt sich von West- und Mitteleuropa einschließlich der Britischen Inseln ostwärts durch Russland bis zum Amurgebiet. In den Alpen steigt er bis auf eine Höhe von 1100 Metern. Die Art kommt auch in Nordamerika vor. Der Honiggelbe Haarbüschelspanner ist bevorzugt in Nutzgärten, Obstplantagen und an gebüschreichen Waldrändern anzutreffen.

## Lebensweise
Die Falter sind dämmerungs- und nachtaktiv und fliegen univoltin hauptsächlich von Anfang Juni bis Anfang August. Nachts besuchen sie künstliche Lichtquellen. Zu den Nahrungspflanzen der im Mai oder Juni lebenden Raupen gehören Stachelbeere (Ribes uva-crispa) und Johannisbeerarten (Ribes). Die Verpuppung erfolgt in einem leichten Gespinst in Astgabeln oder in trockenen Blättern. Das Ei überwintert.

## Gefährdung
Der Honiggelbe Haarbüschelspanner kommt in unterschiedlicher Anzahl, jedoch verbreitet vor und wird auf der Roten Liste in Deutschland als nicht gefährdet geführt.